# Ali Kaes
Ali Kaes (Diekirch, 4 d'abril de 1955) és un polític i sindicalista luxemburguès, membre del Partit Social Cristià. És un membre de la Cambra de Diputats, representant la zona Nord, des de les eleccions de 2004.